# 3ª Divisione celere "Principe Amedeo Duca d'Aosta"
La 3ª Divisione celere "Principe Amedeo Duca d'Aosta" fu una grande unità del Regio Esercito, operante durante l'occupazione italiana dell'Albania e la seconda guerra mondiale. Era una delle tre divisioni celeri, ovvero divisioni ibride inizialmente composte da due reggimenti di cavalleria (ognuno su due gruppi squadroni montati ed uno squadrone mitraglieri, sempre montato), da un reggimento di bersaglieri ciclisti (poi autocarrati), da un reggimento di artiglieria su un gruppo ippotrainato da 75/27 Mod. 1912 e due gruppi motorizzati da 75/27 Mod. 1911, e da un gruppo corazzato su 61 carri del tipo CV33 e L6/40. L'organico al 10 giugno 1940 era di 7310 uomini, con 2154 cavalli, 418 veicoli a motore, 24 trattori di artiglieria, 539 motocicli e 2500 biciclette. Le dotazioni, oltre ai già citati carri leggeri, comprendevano 48 cannoni (16 antiaerei da 20/65, 8 anticarro da 47/32 Mod. 1935 e 24 pezzi campali da 75/27 Mod. 1912), 249 mitragliatrici pesanti e 172 leggere. Prive di una effettiva capacità operativa nel contesto di una guerra meccanizzata, le divisioni celeri videro un limitatissimo impiego operativo e vennero largamente riutilizzate per la costituzione di unità di altro tipo.
Per le divisioni celeri furono scelti i nomi di grandi condottieri di Casa Savoia; in particolare questa divisione ebbe il nome di Amedeo di Savoia-Aosta, capostipite del ramo Savoia-Aosta.

## Storia
Discendente della 3ª Divisione di cavalleria della Lombardia, la Divisione celere "Principe Amedeo Duca d'Aosta" (P.A.D.A.) viene costituita a Milano il 1º novembre 1934, inquadrando la III Brigata celere "P.A.D.A." e il 3º Reggimento artiglieria celere (Articelere) "P.A.D.A.". La III Brigata celere "P.A.D.A." raccoglieva le tradizioni della III Brigata di cavalleria ed inquadrava il Reggimento "Savoia Cavalleria", il "Lancieri di Novara", l'3º Reggimento bersaglieri ciclisti e il III Gruppo carri leggeri "San Giorgio"; quando il 1º febbraio 1938 il Comando della III Brigata celere viene soppresso insieme a tutti gli altri comandi di brigata indivisionati, i reggimenti cavalleria e bersaglieri e il gruppo carri passano alle dipendenze dirette del Comando di divisione. Il 27 agosto dello stesso anno, la divisione incorpora anche il LXVII Battaglione bersaglieri corazzato.
Con l'entrata in guerra dell'Italia nel 1940, la divisione viene spostata da Cividale del Friuli alla zona di Borgo San Dalmazzo-Cuneo come riserva d'armata nell'ambito della battaglia delle Alpi Occidentali, senza vedere impiego operativo. Dal 30 marzo 1941 la divisione perde il II ed il III Gruppo motorizzato del 3º Articelere, inviati in Africa settentrionale italiana.
Dislocata al confine italo-jugoslavo, il 13 aprile entra in territorio nemico, raggiungendo nei giorni seguenti Jelenje, Kubjak, Cakovac, Slunj. Il 20 i reparti occupano Rakovica, Drazik Grad, Bihac ed il giorno 22, Traù, Spalato e Karlovac. A Spalato la divisione è impegnata fino al 31 maggio in operazioni di rastrellamento.
Il 23 giugno 1941 la divisione riceve dalla 1ª Divisione celere "Eugenio di Savoia" e dalla 2ª Divisione celere "Emanuele Filiberto Testa di Ferro" rispettivamente il I ed il II Gruppo Artiglieria a Cavallo, costituendo con il I Gruppo Articelere rimastole, il 3º Reggimento artiglieria a cavallo "P.A.D.A.". Dopo aver incorporato la 107ª Compagnia controcarri da 47/32 Mod. 1935, nel luglio del 1941 viene inquadrata nel Corpo di spedizione italiano in Russia (CSIR) e trasferita nella zona di Botoșani, sulla Moldava. Le unità della divisione seguono la linea del fronte che si sposta velocemente verso est; raggiunge Pelschana il 13 agosto ed il 6 settembre si schiera a Dniprodzeržyns'k sul Dnepr, sulla destra della 9ª Divisione fanteria "Pasubio", impegnandosi in azioni ricognitive di pattuglia, colpi di mano e duelli di artiglieria.
Il 28 settembre, con la "Pasubio", attraversa il Dnjepr puntando su Warwarowka, Jelissawtowka e quindi su Petrikowka, completando la manovra di accerchiamento condotta a nord dalla Divisione "Pasubio" e da sud-est dalla 52ª Divisione fanteria "Torino". Dopo azioni di rastrellamento si rischiera a Jekaterino sulla destra della "Pasubio" e partecipa, dal 13 ottobre, alla conquista del bacino del Severskij Donec; superate le resistenze del nemico, insegue le unità sovietiche oltre il fiume Mokryje Jalg; il 17 le costringe ad un ulteriore ripiegamento presso Uspenowka, mentre dal 18 ottobre partecipa all'attacco contro le città di Stalino, Sofja, Roja e Mogila Pereskok. Ai primi di novembre, con una manovra avvolgente, occupa il centro industriale e minerario di Rikowo e nei giorni seguenti Gorlowka e Nikitowka. Tra il 9 ed il 14 dicembre occupa Malo Orlowka, Iwanowskij e Petro Pawlowka. Nei giorni seguenti l'avanzata delle truppe delle Potenze dell'Asse viene bloccata dalla resistenza nemica e dalla controffensiva di Natale del 25 dicembre. I capisaldi di Nowo Orlowka, Iwanowskij e Petropawlowka vengono accerchiati e catturati. Il giorno seguente, la divisione celere, insieme alla "Pasubio", riprende parte delle posizioni perdute, con una contromanovra che porta, nei giorni 28, 29 e 30, ad occupare Rassypnoje e Woroschilowa.
Nel gennaio 1942 la divisione respinge gli attacchi sovietici, partecipando in maggio al contrattacco per la rescissione della sacca. Dal 13 al 25 gennaio il fronte della divisione viene sottoposto a continui attacchi che vengono dovunque contenuti e respinti. In gennaio-febbraio, con unità celeri inserite in un gruppo tattico, la divisione concorre alle operazioni di contenimento di reparti nemici che sono riusciti ad incunearsi nelle linee tenute dai germanici a Izyum e, successivamente, partecipa, dal 17 al 31 maggio, al contrattacco per la rescissione della sacca di Izyum.
Il 15 marzo 1942 la divisione subisce una radicale trasformazione:
- cede il 3º Reggimento "Savoia Cavalleria", il 5º Reggimento "Lancieri di Novara", il 3º Reggimento artiglieria a cavallo e il III Gruppo Carri Leggeri "San Giorgio", che vanno a formare il Raggruppamento Truppe a Cavallo "Barbò";
- riceve il 6º Reggimento bersaglieri, il 120º Reggimento artiglieria motorizzato, il IX Battaglione mortai da 81, il XIII Gruppo semoventi L40 del 14º Reggimento "Cavalleggeri d'Alessandria"; con queste unità e con il 3º Reggimento bersaglieri già in forza la grande unità assume l'ordinamento di Divisione motorizzata. Inoltre, in aprile, viene aggregata alla divisione la Legione croata, un'unità straniera del Regio Esercito.

Nel luglio 1942 la divisione attacca e rompe la linea di difesa tra Debalizewo e Nikitino, avanzando fino a Jwanowka, Kolpakowo, Krassnaja Poljana e Bokowo Platowo, completando così l'occupazione della zona mineraria di Krasnij Lutsch. Posta alle dipendenze della 6ª Armata tedesca, raggiunge il 25 luglio Voroschilovgrad, per attraversare il giorno successivo il Donez ed attestarsi sulla linea di Millerowo. A copertura dell'avanzata della Wehrmacht verso Stalingrado, tra il 30 luglio ed il 9 agosto la divisione effettua una serie di attacchi contro Serafimowic, sulla riva destra del Don, vincendo alla fine l'accanita resistenza nemica e riuscendo a ricacciarlo al di là del fiume. Lasciata nelle retrovie per riordinarsi, durante la prima offensiva russa sul Don, il 20 agosto la divisione accorre a sostegno della 2ª Divisione fanteria "Sforzesca", bloccando l'avanzata nemica sulla riva destra del Don. Dopo alcuni mesi di calma, il 17 dicembre è costretta ad abbandonare le posizioni intorno a Meschoff. Dal 22 dicembre i resti dell'Unità si ritira con il "blocco Sud" verso Dnjepropetrovsk, Poltava, Krassnojarovka e Jessa Ulof, mentre alcuni reparti facenti parte del "blocco Nord", formato da italiani e tedeschi asserragliati dal 23 dicembre nel caposaldo di Tcertkovo, sono bersaglio di ostinati attacchi sovietici. L'unità, ormai decimata, continua con difficoltà il ripiegamento, raggiungendo finalmente, nella prima decade del gennaio 1943, il Donez all'altezza di Forschfadt. Rientrata in patria in aprile con gli altri reparti dell'ARMIR, viene dislocata nella zona di Imola, dove inizia la ricostituzione riassumendo la vecchia fisionomia di divisione celere, reinquadrando i reggimenti "Savoia Cavalleria", "Lancieri di Novara", 3º bersaglieri e 3º artiglieria celere. La divisione si scioglie il 15 settembre in seguito agli eventi armistiziali.

## Ordine di battaglia: 1940
- 3º Reggimento bersaglieri
  - XVIII Battaglione bersaglieri autotrasportati
  - XX Battaglione bersaglieri autotrasportati
  - XXV Battaglione bersaglieri autotrasportati
  - 2ª Compagnia bersaglieri motociciclisti
  - 3ª Compagnia bersaglieri motociciclisti
  - 122º Autoreparto leggero
- 3º Reggimento "Savoia Cavalleria"
  - I Gruppo squadroni su due squadroni cavalieri
  - II Gruppo squadroni su due squadroni cavalieri
  - 3º Squadrone mitraglieri
- 5º Reggimento "Lancieri di Novara"
  - I Gruppo squadroni su due squadroni cavalieri
  - II Gruppo squadroni su due squadroni cavalieri
  - 5º Squadrone mitraglieri
- III Gruppo Carri Leggeri "San Giorgio" su carri CV33 e L6/40
- 3º Reggimento artiglieria celere "P.A.D.A."
  - I Gruppo ippotrainato su due batterie da 75/27 Mod. 1912
  - II Gruppo motorizzato su due batterie da 75/27 Mod. 1912
  - III Gruppo motorizzato su due batterie da 75/27 Mod. 1912
- 172ª Compagnia controcarro
- 173ª Compagnia controcarro
- XCIX Battaglione mortai da 81
- 103ª Compagnia genio trasmissioni
- 105ª Compagnia genio
- 73ª Sezione sanità
  - 159º Ospedale da campo
  - 837º Ospedale da campo
  - 20º Nucleo chirurgico
- 213ª Sezione mitraglieri
- 874ª Sezione mitraglieri
- 356ª Sezione CC.RR.

## Ordine di battaglia: marzo 1942
- 3º Reggimento bersaglieri[1]
  - XVIII Battaglione bersaglieri autotrasportati
  - XX Battaglione bersaglieri autotrasportati
  - XXV Battaglione bersaglieri autotrasportati
- 6º Reggimento bersaglieri
  - VI Battaglione bersaglieri autotrasportati
  - XIII Battaglione bersaglieri autotrasportati
  - XIX Battaglione bersaglieri autotrasportati
- LXVII Battaglione bersaglieri corazzato su due compagnie su L6/40
- XIII Gruppo semoventi L40/Reggimento "Cavalleggeri di Alessandria" (14º)
- 120º Reggimento artiglieria motorizzato[2]
  - I Gruppo da 100/17 su tre batterie
  - II Gruppo da 75/27 Mod. 1911 su tre batterie
  - III Gruppo da 75/27 Mod. 1911 su tre batterie
- 93ª Batteria contraerei da 20/65 Mod. 1935
- 101ª Batteria contraerei da 20/65 Mod. 1935
- 75ª Batteria controcarro da 75/39
- IX Battaglione mortai da 81
- 103ª Compagnia genio trasmissioni
- 105ª Compagnia genio
- 73ª Sezione sanità
  - 159º Ospedale da campo
  - 837º Ospedale da campo
  - 20ª Unità chirurgica
- 93ª Sezione sussistenza
- 213ª Sezione mitraglieri
- 874ª Sezione mitraglieri
- 356ª Sezione CC.RR.
- 3º Drappello automobilistico per Comando d'Armata
- 7º Nucleo movimento stradale
- 40º Ufficio posta militare
- XIV Autogruppo pesante
  - 218º Autoreparto pesante
  - 219º Autoreparto pesante
  - 122º Autoreparto leggero
  - 213º Autoreparto medio
- 3ª Officina Mod. 37

## Comandanti (1934-1943)
- Gen. D. Francesco Guidi
- Gen. D. Sebastiano Murari Dalla Corte Brà
- Gen. D. Mario Berti
- Gen. D. Giovanni Messe (1º aprile 1938 - 16 maggio 1940)
- Gen. C.A. Mario Marazzani (10 giugno 1940 - 1º novembre 1942)
- Gen. D. Ettore De Blasio (3 novembre 1942 - 10 settembre 1943)

## Vicecomandanti (1941-1943)
- Gen. B. Gioacchino Solinas (28 giugno - 28 ottobre 1941)
- Gen. B. Carlo Lombardi (29 ottobre 1941- 12 dicembre 1942)
- Gen. B. Antonio Luridiana (13 dicembre 1942 - 9 maggio 1943)
- Gen. B.  Carlo Lombardi (10 maggio - 10 settembre 1943)

## La 3ª Divisione celere nell'Esercito Italiano
Nell'Esercito Italiano la 3ª Divisione celere è stata ricostituita negli anni novanta, con la sede di comando Milano e assegnata all'Allied Rapid Reactions Corps, il Corpo di Reazione Rapida della NATO.
La 3ª Divisione celere comprendeva la Brigata meccanizzata "Legnano", la Brigata alpina "Julia" e la 1ª Brigata mista autonoma portoghese. Nel 2002 la sua sede è stata trasferita a San Giorgio a Cremano nella città metropolitana di Napoli e ribattezzata Comando Divisione "Acqui".